# Fill

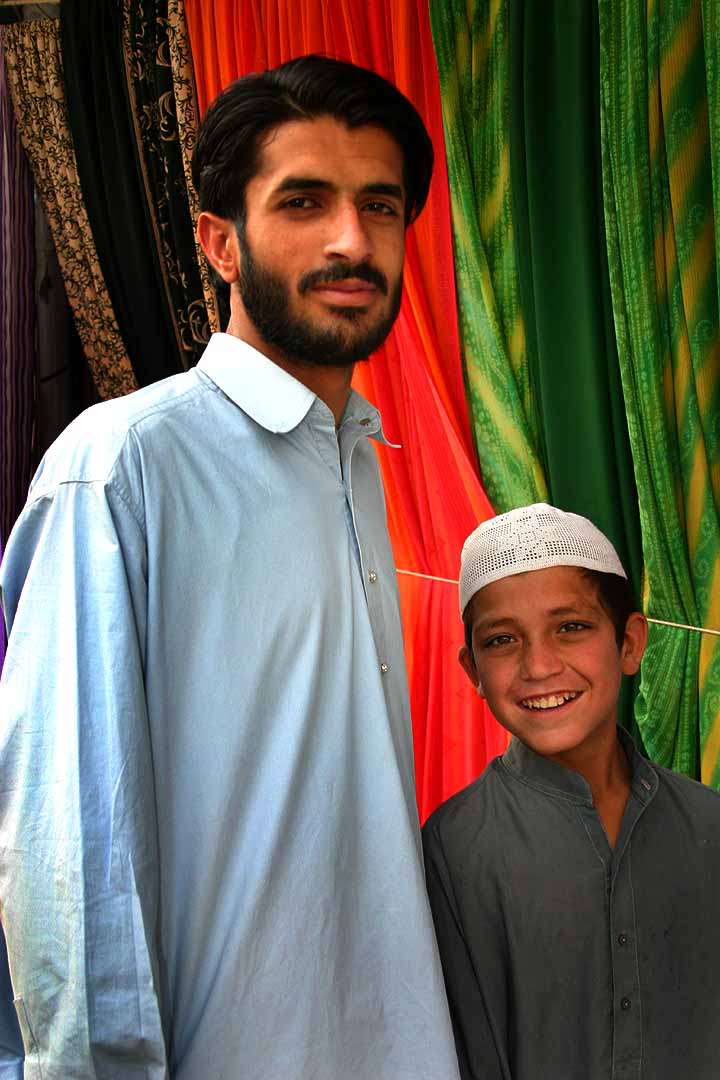
Un pare amb el seu fill.

Un fill o filla (del llatí "fīlius") és el descendent directe d'un animal o persona. Qualsevol nen és un fill, ja que tots els nens tenen pares, malgrat que els pares no estiguin vius (llavors se'ls anomena orfes) o visquin en una altra banda. Els fills poden ser biològics o fruit de l'adopció. Si hi ha més d'un fill a la mateixa família, s'anomenen germans entre ells.
En algunes poblacions, és la màxima distinció honorífica que es pot atorgar als seus conciutadans. Depenent de si s'atorga a una persona natural o no de la localitat, el títol se l'anomena "fill predilecte" o "fill adoptiu". Normalment, ambdós se'ls confereix el mateix rang.

## Context social
En moltes societats preindustrials i en alguns països actualment amb una economia basada en l'agricultura, s'assignava (i encara avui dia) un valor més alt als fills més que a les filles, tenint aquests un estatus social major, ja que els homes són físicament més forts i poden conseqüentment realitzar feines agrícoles amb més eficiència.
A la Xina, està en vigència una política de fill únic per moderar el seu ràpid creixement de la població. Els registres oficials mostren un augment en el nivell de naixements masculins des que s'hi va implementar tal política. Això ha estat atribuït a diversos factors, incloent la pràctica il·legal de l'avortament segons el sexe i la gran quantitat de naixements femenins no reportats.
En les societats que practiquen la primogenitura, els fills acostumen a heretar abans que les filles.

## Usos particulars del termeFill
També s'usa el terme fill en altres contextos: per exemple, una persona respecte al seu país o la seva ciutat natal, una obra producte de l'enginy o com a expressió d'afecte entre persones que s'estimen molt.

### Símbol cristià
En el cristianisme, "el Fill" fa referència a Jesucrist.

### El fill pròdig
S'anomena així al fill que torna a la llar paterna, després d'haver-la abandonada durant un temps tractant d'independitzar-se.

### Honors i distincions
En algunes poblacions atorguen com a màxima distinció d'honor i distinció el títol de "Fill predilecte" o "Fill adoptiu" depenent si l'agraciat és natural o no de la població.

### Presència als noms
En moltes cultures, el cognom de la família té el significat de "fill de", que indica parentesc. Per exemple:
Anglès
- Son. Exemple: "Jefferson" (fill de Jeffrey), "Wilson" (fill de William), "Edson" (fill d'Edward), etc.

Castellà
- Ez. Exemple: "González" (fill de Gonzalo), "Enríquez" (fill d'Enrique), "Fernández" (fill de Fernando), "Rodríguez" (fill de Rodrigo), etc.

Danès
- Sen. Exemple: "Henriksen" (fill de Henrik), "Jensen" (fill de Jens), "Andersen" (fill d'Anders), etc.

Irlandès o Gaèlic escocès
- Mac. Exemple: "MacThomas" (fill de Thomas), "MacDomhnall" (fill de Donald), "MacLean" (fill de Lean), etc.

Neerlandès
- Zoon. Exemple: "Janszoon" (fill de Jans).

Noruec
- Son. Exemple: "Magnusson" (fill de Magnus); "Sigurdsson" (fill de Sigurd), "Odinson" (fill d'Odin), etc.
- Sen. Exemple: "Henriksen" (fill de Henrik), "Ambjørnsen" (fill d'Ambjørn), "Christensen" (fill de Christen), etc.

Portuguès
- Es. Exemple: "Gonçalves" (fill de Gonçalo), "Henriques" (fill d'Henrique), "Fernandes" (fill de Fernando), etc.